# 宮廷軍事局
宮廷軍事局（きゅうていぐんじきょく、ドイツ語: Hofkriegsrat）は、1556年に神聖ローマ皇帝フェルディナント1世がウィーンに設けた情報機関で、常備軍の総司令部である。対オスマン帝国防衛機構を統括する目的で、従来の散漫な情報管理を排除した。ウィーンに送られてきた報告書は全て、その日のうちに送り主と中身が記録され、発信も宛先と内容が控えられた。枢密顧問会議に供給された膨大な情報は、政治に実証主義をもたらした。実績に伴い、前身の官僚制をつくったハプスブルク家は勢力を伸張した。
軍事面での財政管理は秀逸であった。ジュースの仕えたことで知られるヴュルテンベルクは諸身分の力が強かった。彼らは軍拡すれば君主を増長させると考えた。一方、版図が南北に長く残ったオスマン防壁のクロアチアはヘッセン＝カッセル並みの軍事力を持ちながら、それを維持する金がなかった。そこで宮廷軍事局は、会計局を通してヴュルテンベルクのような帝国領邦からトルコ税をクロアチアへ送っていた。さらに、トルコ税の2倍近い額をハプスブルク諸領邦から送っていた。